# Katarzyna Kajdanek
Katarzyna Dominika Kajdanek (ur. 1981) – polska socjolog, dr hab. nauk społecznych, profesor nadzwyczajny Instytutu Socjologii Wydziału Nauk Społecznych Uniwersytetu Wrocławskiego.

## Życiorys
W 2005 ukończyła studia w zakresie socjologii na Uniwersytecie Wrocławskim, 26 września 2008 obroniła pracę doktorską Suburbia wrocławskie - pomiędzy miastem a wsią. Studium socjologiczne, 29 listopada 2013 habilitowała się na podstawie pracy zatytułowanej Suburbanizacja po polsku. Otrzymała nominację profesorską. Pracowała w Collegium Humanitatis.
Piastuje stanowisko profesora nadzwyczajnego w Instytucie Socjologii na Wydziale Nauk Społecznych Uniwersytetu Wrocławskiego.